# Alghero Chardonnay
L'Alghero Chardonnay est un vin italien de la région Sardaigne doté d'une appellation DOC depuis le 19 août 1995. Seuls ont droit à la DOC les vins blancs récoltés à l'intérieur de l'aire de production définie par le décret. Les vignobles autorisés se situent en province de Sassari dans les communes de Alghero, Olmedo, Ossi, Tissi, Usini, Uri, Ittiri ainsi que, en partie, dans la commune de Sassari.
Voir aussi l’article Alghero Chardonnay spumante.

## Caractéristiques organoleptiques
- couleur : jaune paille avec des reflets verdâtres
- odeur : délicate, fruitée  et caractéristique
- saveur : sèche, harmonique, pleine et caractéristique

L'Alghero Chardonnay' se déguste à une température de 9 à 11 °C et il se gardera 1 – 2 ans. 

## Production
Province, saison, volume en hectolitres : 
- Sassari  (1996/97)  543,2